# 바나나 맥주

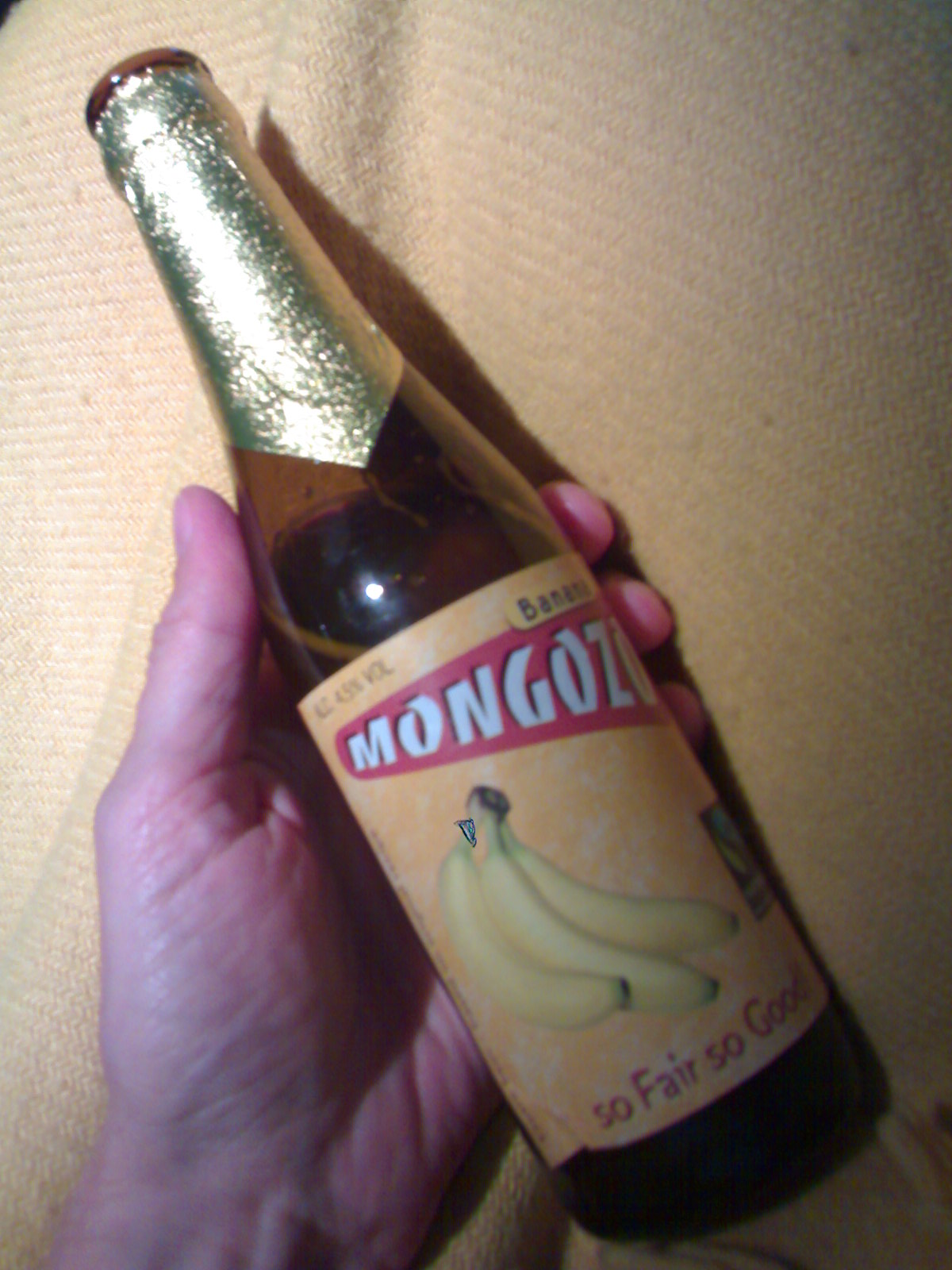
벨기에의 바나나 맥주

바나나 맥주는 바나나를 발효 시켜 만든 알코올 음료다. 보통 바나나 맥주는 잘 익은(너무 익지는 않은) 마토케로 생산된다.